# Termoterapia
A termoterapia é a aplicação terapêutica de qualquer substância ao corpo que resulta no aumento ou diminuição da temperatura dos tecidos corporais estimulando a termorregulação corporal. É praticada principalmente por fisioterapeutas, já que estes são profissionais que utilizam recursos físicos e naturais para avaliar e tratar seus pacientes. O organismo humano é homeotérmico, ou seja, mantém sua temperatura entre certos limites fisiológicos. Para que a temperatura seja mantida dentro destes limites, ela é regulada através de mecanismos de aquecimento e resfriamento, activados pelo cérebro. Estes mecanismos quando activados aceleram o metabolismo basal e com isso a queima de calorias favorecendo assim o emagrecimento e a diminuição da gordura.

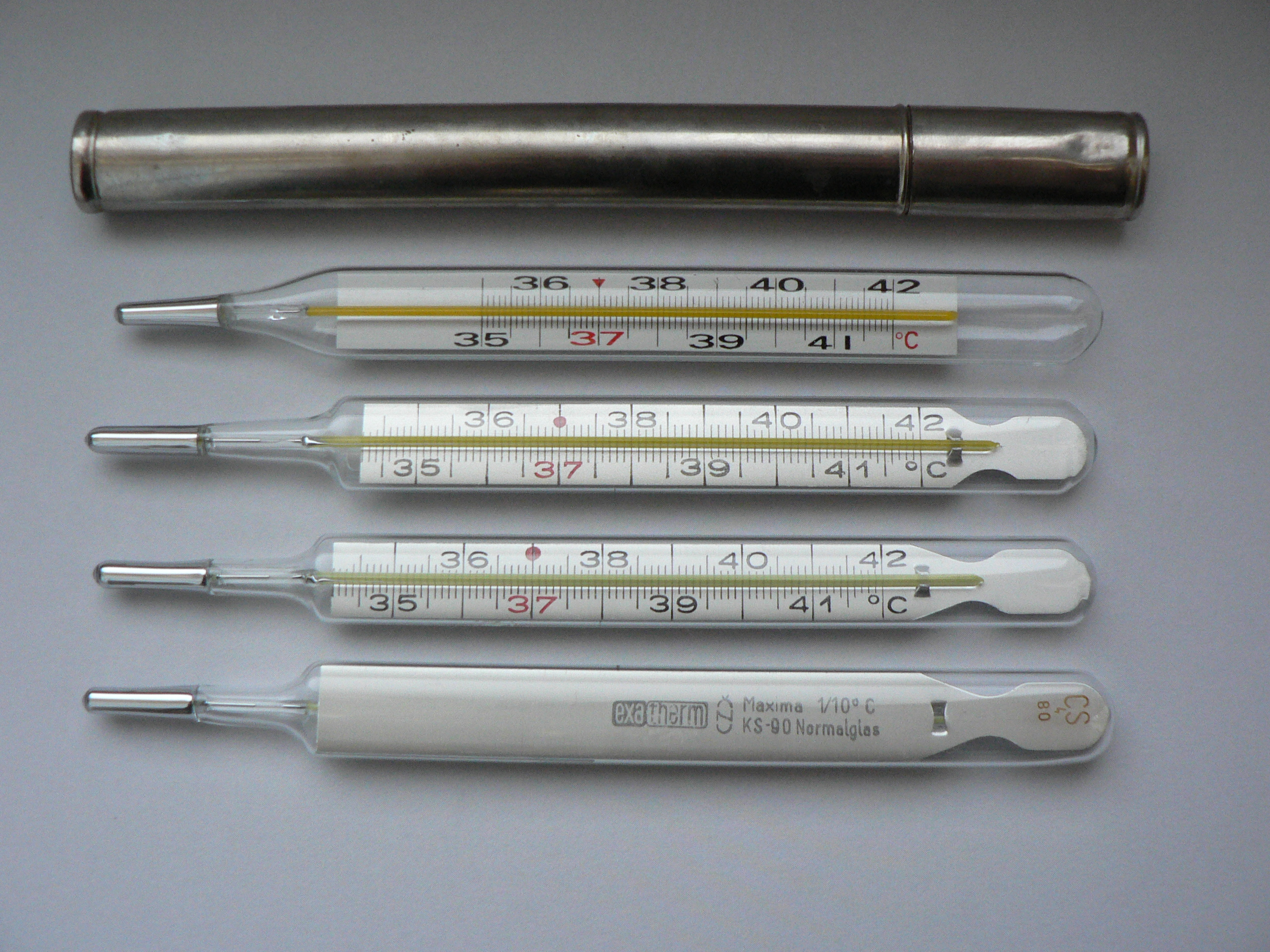
Termômetros.

## Tipos de termoterapia

### Hipertermoterapia
Hipertermoterapia significa terapia com calor. É a aplicação de qualquer substância que provoque o aumento da temperatura dos tecidos estimulando a termorregulação corporal. O sistema termostático utiliza três mecanismos importantes para reduzir o calor corporal quando há o aumento excessivo da temperatura:
- Vasodilatação plena que consegue aumentar a transferência de calor para a pele até 8 vezes;
- Transpiração e evaporação de água;
- Aumento da trocas metabólicas favorecendo a absorção de cosméticos.

O calor provoca estímulo geral do metabolismo celular com aumento da síntese protéica e da actividade enzimática com modificações da permeabilidade da membrana celular. A hipertermoterapia é indicada para redução do peso, celulite, modelação do corpo e em tratamentos corporais que requeiram o uso de calor localizado (como redução de dor em musculopatias crônicas).

### Crioterapia
Crioterapia é o termo usado para descrever a terapia utilizando o frio e a aplicação terapêutica de qualquer substância ao corpo que resulte em remoção do calor corporal, diminuindo, assim a temperatura dos tecidos. Ela abrange uma grande quantidade de técnicas específicas que utiliza o frio na forma líquida (água), sólida (gelo) e gasosa (gases) com o propósito terapêutico de retirar o calor do corpo induzindo a um estado de hipotermia para favorecer uma redução da taxa metabólica local e promover a diminuição das necessidades de oxigênio pelas células. Alguns autores consideram-na como uma forma de Hidroterapia. O mecanismo termostático adota, no frio, três mecanismos exatamente opostos ao da hipertermoterapia:
- Vasoconstrição cutânea;
- Diminuição da sudorese e aumento do tônus muscular, resultando em calafrios;
- Diminuição das trocas metabólicas.

Os efeitos fisiológicos causados pelo uso da crioterapia são: anestesia, redução da dor, redução do espasmo muscular, redução de hematomas e equimoses, melhora a amplitude de movimento, redução da inflamação em processos agudos e quebra do ciclo dor-espasmo-dor. A crioterapia é indicada para tratar flacidez de pele, reduzir edemas e hematomas pós-operatórios e aumentar a rigidez muscular.

## Ver também

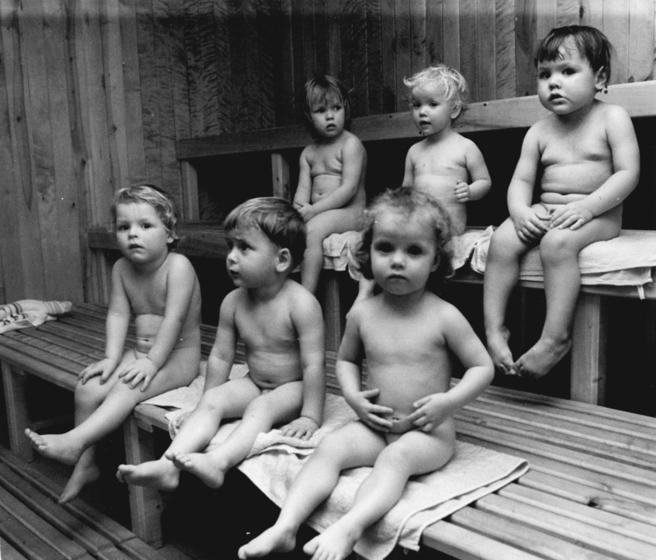
Crianças alemãs numa sauna.